# Jan Jiří z Vartenberka
Jan Jiří III. hrabě z Wartenbergu, počeštěně z Vartenberka, případně z Vartmberka (německy Johann Georg (III.) Graf von Wartenberg; † kolem 16. listopadu 1632,[chybí lepší zdroj] podle jiných zdrojů až v roce 1647) byl český šlechtic, svobodný pán a hrabě z Vartenberka a Lípy a poslední člen rodu Vartenberků. Do začátku třicetileté války zastával úřad nejvyššího číšníka Českého království.

## Život
Narodil se jako syn svobodného pána Karla z Vartemberka (1557–1612) z děčínské linie rodu a jeho manželky, hraběnky Kateřiny z Mansfeldu (1555–1634), dcery hraběte Jana Jiřího I. z Mansfeld-Eislebenu († 1579) a Kateřiny z Mansfeld-Hinterortu († 1582).
Byl vnukem svobodného pána Adama z Vartemberka (1516–1564/1579) a jeho druhé manželky Aleny Bořitové z Martinic. Měl mladšího bratra Otu Jindřicha a příbuzensky byl spřízněn také s hofmistrem Adamem z Valdštejna (1570–1638).
Jeho sestra Anna Sybilla se dne 22. září 1608 provdala za hraběte Arnošta VI. z Mansfeld-Hinterortu (1561–1609).
Dne 29. června 1617 se coby nejvyšší číšník království zúčastnil korunovace Fridricha Falckého v pražské katedrále sv. Víta.
Po bitvě na Bílé hoře 8. listopadu 1620 coby protestant přišel o všechny své majetky a v roce 1622 byl nucen emigrovat. Statky Rohozec, panství Nový zámek a Česká Lípa odkoupil jako pobělohorský konfiskát Albrecht z Valdštejna. Byl rovněž zbaven úřadu dědičného číšníka, který byl v letech 1622–1625 neobsazen. Na základě dekretu z 15. září 1625 České dvorské kanceláře ve Vídni byl úřad svěřen jeho bratrovi Otu Jindřichovi z Vartenberka, i přesto však Jan Jiří tohoto titulu užíval i v emigraci. Ota Jindřich byl číšníkem pouhých čtyřicet čtyři dny. Dne 29. října 1625 byl i s manželkou zabit vzbouřenými sedláky. Císař Ferdinand II. pak 16. listopadu 1627 tuto funkci předal Vilému Slavatovi z Chlumu a Košumberka.
Jan Jiří zemřel v Sasku někdy po roce 1630, snad 16. listopadu 1632.[zdroj?] Údajně se tak mělo stát na hostině, kdy prý naráz vypil ohromný pohár vína na opětné slavné pozdvižení české koruny.[zdroj?] Jeho smrtí vymírá celý rod Vartenberků.

## Manželství
Jan Jiří z Vartemberka se dne 7. března 1625 na zámku Rottau u Pasova oženil se Sabinou Falcko-Sulzbašskou (1589, Sulzbach – 1645, Kassel) z rodu Wittelsbachů, dcerou falckraběte, vévody Otty Jindřicha Falcko-Sulzbašského (1556–1604) a jeho manželky, princezny Dorotey Marie Württemberské (1559–1639), dcery württemberského vévody Kryštofa a Anny Marie Braniborské.  Z jejich manželství se nenarodily žádné děti. 